# Piggelin (drink)
Piggelin är en drink med smak av melon. Drinken innehåller vodka, melonlikör och fruktsoda och serveras i ett highballglas. En variant på drinken; Bacardi Midori Sweet & Sour serveras i cocktailglas med frostad kant.